# Chausie
Chausie je hibridna pasmina mačke koja je nastala križanjem ženke domaće mačke i mužjaka tropske mačke Felis chaus (mačka iz džungle) .
Selektivnim uzgojem i ispravnom socijalizacijom ove mačke mogu biti vjerni kućni ljubimci.

## Nastanak
Još od početka 20. stoljeća, a naročito 1960-ih godina uzgajivači mačaka križaju slučajno i namjerno domaće mačke s bliskim srodnicima, divljim mačkama. 
U krugovima uzgajivača vodi se rasprava o etičnosti takvog sparivanja, ipak do danas je priznato nekoliko pasmina koje su nastale križanjem domaće i divlje mačke.
Zemljom porijekla smatra se SAD, gdje je 1995. godine ovu pasminu priznala felinološka organizacija TICA.

## Karakteristike
Ove su mačke atletski građene, dugih nogu i kratke dlake.
Po naravi je ljubazna, privržena i živahna mačka, a karakter se još razvija putem selektivnog uzgoja.
Pokoljenja koja nastaju križanjem obilježavaju se F1, F2, F3 i F4, obzirom na stupanj zastupljenosti krvi Felis chaus -a kod potomaka. 
Najveći dio mužjaka u pokoljenjima od F1 do F4 je sterilno.

## Tjelesne osobine
- Tijelo: krupno, četvrtasto sa snažnim prsnim košem
- Težina: 4,5 do 10 kg
- Glava: lagano klinastog oblika, visoke jagodice, snažna brada
- Oči: velike, bademastog oblika
- Uši: u korijenu široke, velike, s čuperkom na vrhu

- Krzno: gusto i kratko
- Rep: dosiže do ispod skočnog zgloba
- Boje: smeđi točkasti tobi (tabby), jednobojno crna, srebrna obojenih okrajina (pointed)

## Vanjske poveznice
- TICA, standard pasmine Chausie